# Pałac w Modrzu
Pałac w Modrzu – zabytkowy pałac z II połowy XIX wieku, położony we wsi Modrze w województwie wielkopolskim.

## Historia

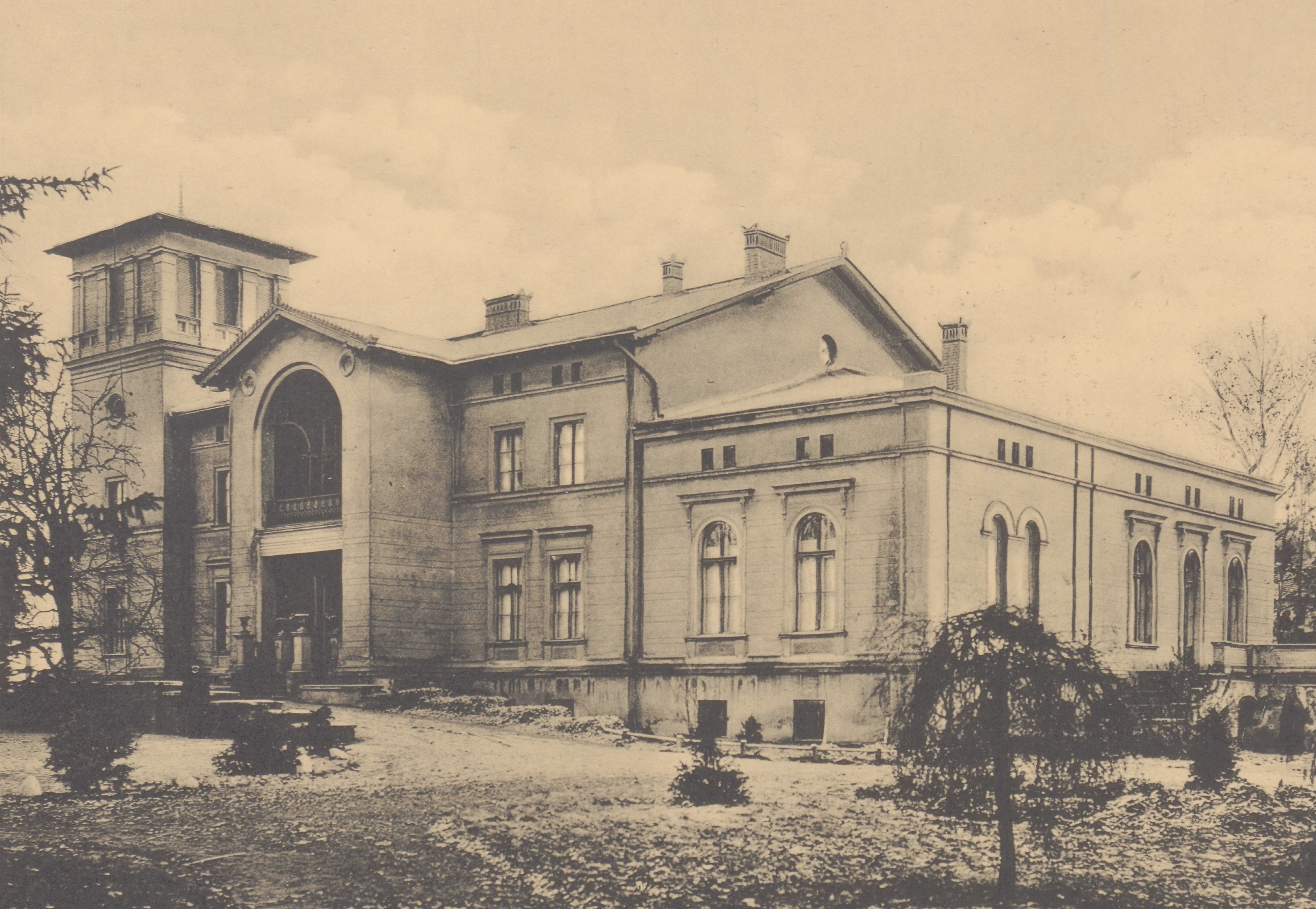
Widok pałacu przed 1912

Pałac został wybudowany w latach 1878-1886 (spotyka się także daty 1880 i 1888) dla rodziny Baarthów. Zespół pałacowy obejmuje park krajobrazowy o pow. 2,3 ha ze starodrzewiem. Bryła pałacu składa się z piętrowego korpusu, parterowej przybudówki i dwupiętrowej wieży.
W kompleksie znajduje się zabytkowy spichlerz z 1840 roku.
Pałac jest w rękach prywatnego właściciela.